# زارچنویه (شهرستان آرخارینسکی، استان آمور)
زارچنویه (به لاتین: Zarechnoye) یک منطقهٔ مسکونی در روسیه است که در استان آمور واقع شده‌است.